# Dienofile
Dienofile – grupa organicznych  związków chemicznych, które zawierają podwójne wiązanie węgiel-węgiel mogące wejść w reakcje cykloaddycji Dielsa-Aldera.
W typowej reakcji Dielsa-Aldera najbardziej reaktywnymi dienofilami są te, które zawierają grupy wyciągające elektrony (np. nitrowa, nitrylowa lub karbonylowa) przy podwójnym wiązaniu.